# (628) Кристина
(628) Кристина (лат. Christine) — астероид главного пояса, который был открыт 7 марта 1907 года немецким астрономом Августом Копффом в Гейдельбергской обсерватории. Неофициально считается, что астероид был назван в честь жены первооткрывателя, хотя доподлинная этимология названия неизвестна.

Орбита астероида Кристина и его положение в Солнечной системе
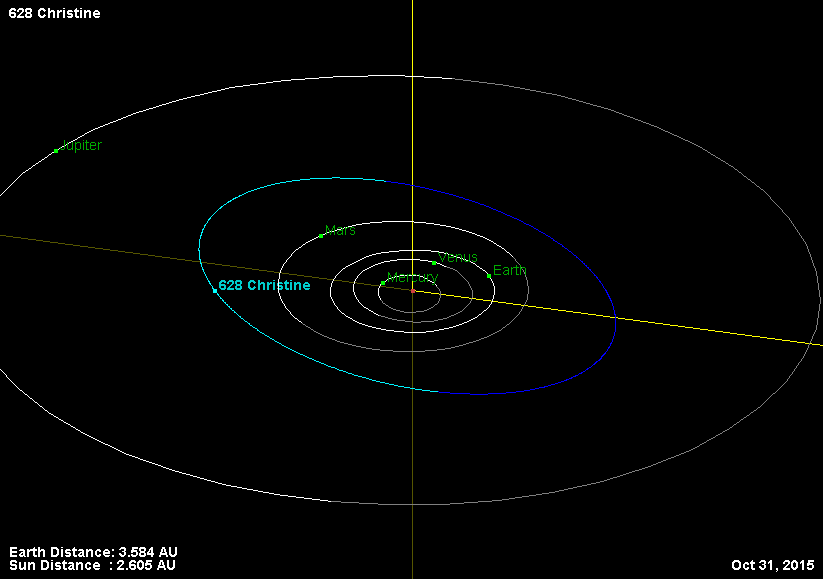
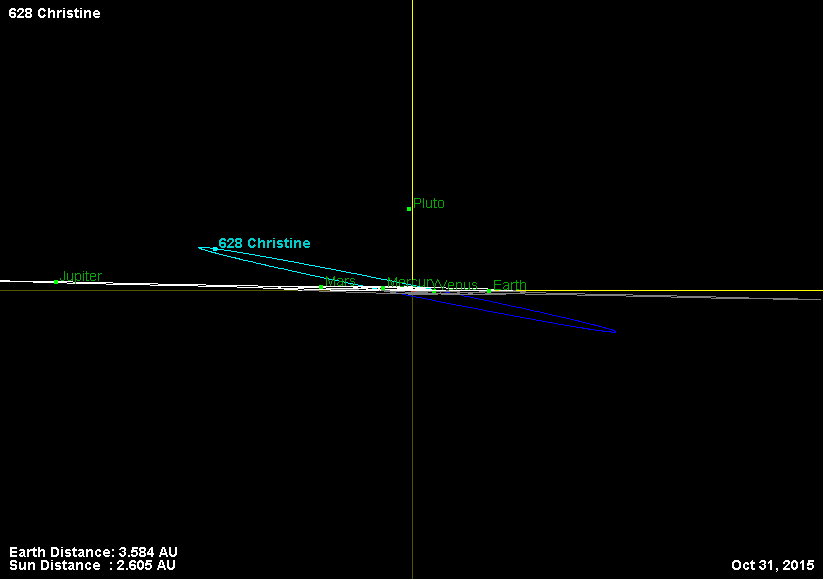